# Bibliographisches Institut
Bibliographisches Institut var en tysk förlagsbokhandel, grundad i Gotha 1826 av Joseph Meyer.
Bibliographisches Institut var den första bokhandeln i Tyskland som tillämpade metoden att subskriptionsvis i häften utge större verk, och gav bland annat ut Meyers Universum (från 1830, 80.000 abonnenter och utgivet på 12 språk), Meyers Konversations-Lexikon (8 upplagor fram till 1936), Meyers Reisebücher, Fachlexika, Meyers Handatlas samt ett stort antal populära naturvetenskapliga, kultur- och litteraturhistoriska arbeten. Nämnas bland de mer spridda verken kan Sievers' Allgemeine Länderkunde och Brehms Tierleben (svensk utgåva: Djuren liv).
Efter Meyers död 1856 övertog hans son H. J. Meyer ledningen för företaget, vilket 1874 flyttade till Leipzig. 1915 blev Bibliographisches Institut aktiebolag under ledning av H. J. Meyers son Hans Meyer.
Under andra världskriget totalförstördes tryckeriet i Leipzig. Staden kom 1945 att hamna i den sovjetiska ockupationszonen. Ledande medarbetare flydde västerut och aktiebolaget återetablerades i Mannheim i den amerikanska ockupationszonen, där utgivningen fortsatte. Även i Leipzig gav man dock vid det återuppbyggda tryckeriet ut böcker vid förlaget VEB Bibliographisches Institut. 1984 gick det västtyska aktiebolaget samman med F.A. Brockhaus till Bibliographisches Institut & F.A. Brockhaus AG. Våren 2013 flyttades tryckeriet till Alt-Treptow.